# پری برویتیگام
پری بروُیتیگام (به آلمانی: Perry Bräutigam) بازیکن فوتبال و دروازه‌بان اهل آلمان شرقی بود که از سال ۱۹۸۹ میلادی عضو تیم ملی فوتبال آلمان شرقی بوده‌است. وی در ۳ بازی ملی حضور داشته و در بازی‌های ملی‌اش گلی به ثمر نرساند. پری برویتیگام آخرین بازی ملی خود را در سال ۱۹۹۰ میلادی انجام داد.